# 전이후 금속

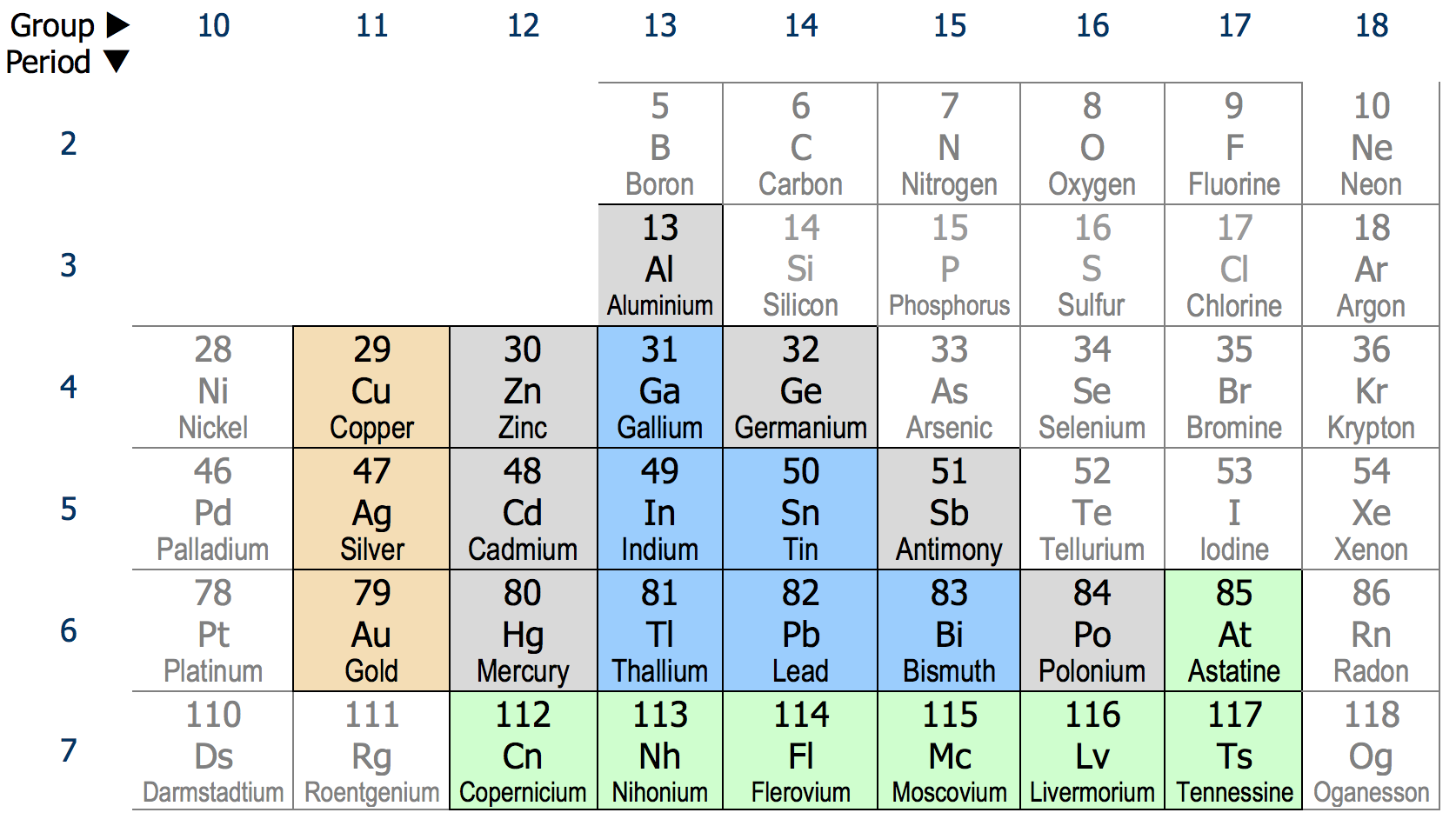

전이후 금속(post-transition metal, 轉移後金屬)은 주기율표의 p-구역에 있는 금속 원소를 말한다. 전이 금속과 준금속 사이에 자리하고 있으며, 전기음성도가 알칼리 금속이나 알칼리 토금속, 전이 금속보다 크다. 전이 금속에 비해 녹는 점과 끓는 점이 낮고, 무르다.
전이후 금속에 속하는 원소는 다음과 같으며, 점선으로 표시한 원소들을 포함시키기도 한다. 여기 실린 7주기 원소들의 경우 아직 화학적 성질이 밝혀지지 않았으나, 전이후 금속의 성질과 비슷한 성질을 보일 것으로 예측된다.
| 족 →   | 13     | 14     | 15     | 16     |  |
| 주기 ↓ |        |        |        |        |  |
| ------ | ------ | ------ | ------ | ------ |  |
| 3      | 13 Al  | 14 Si  | 15 P   | 16 S   |  |
| 4      | 31 Ga  | 32 Ge  | 33 As  | 34 Se  |  |
| 5      | 49 In  | 50 Sn  | 51 Sb  | 52 Te  |  |
| 6      | 81 Tl  | 82 Pb  | 83 Bi  | 84 Po  |  |
| 7      | 113 Nh | 114 Fl | 115 Mc | 116 Lv |  |